# 2003 في روسيا
فيما يلي قوائم الأحداث التي وقعت خلال عام 2003 في روسيا.

## سياسة

### انتهاء فترة المنصب
- 5 يونيو – فيتالي تشوركين سفير روسيا الاتحادية في كندا.
- 4 يوليو – سيرجي كيسلياك سفير روسيا الاتحادية في بلجيكا.

## برامج ومسلسلات وأنمي
- الأبله

## مواليد

### أبريل
- 30 أبريل – ميخائيل سميرنوف مغني روسي.

## وفيات

### فبراير
- 28 فبراير – سيلفيا أغنيس صوفيا تيت (مواليد 1917)

### مارس
- 30 مارس – فالنتين بافلوف (مواليد 1937)[1]

### أبريل
- 22 أبريل – يوري فوينوف (مواليد 1931) لاعب كرة قدم أوكراني.

### مايو
- 28 مايو – إيليا بريغوجين (مواليد 1917)[2]

### أكتوبر
- 24 أكتوبر – فيكو هاكولينن (مواليد 1925)[3]

### نوفمبر
- 3 نوفمبر – رسول حمزاتوف (مواليد 1923)[4]
- 3 نوفمبر – يوري فالين (مواليد 1937) لاعب كرة قدم روسي.

### ديسمبر
- 23 ديسمبر – مارك سمنوفيتش بينسكر (مواليد 1925) رياضياتي روسي.
- 26 ديسمبر – ايفان بتروف (مواليد 1920) مغني روسي.